# Ken Wregget
Kenneth Wregget (* 25. März 1964 in Brandon, Manitoba) ist ein ehemaliger kanadischer Eishockeytorwart, der im Verlauf seiner aktiven Karriere zwischen 1981 und 2001 unter anderem 631 Spiele für die Toronto Maple Leafs, Philadelphia Flyers, Pittsburgh Penguins, Calgary Flames und Detroit Red Wings in der National Hockey League bestritten hat. In Diensten der Pittsburgh Penguins gewann Wregget im Jahr 1992 den Stanley Cup.

## Karriere
Wregget verbrachte seine Juniorenzeit zwischen 1981 und 1984 bei den Lethbridge Broncos in der Western Hockey League, wo der Torwart eine überaus erfolgreiche Zeit verlebte. Nachdem er sich in seiner Rookiesaison den Starterposten noch mit seinem Kontrahenten geteilt hatte, avancierte er zur Saison 1982/83 zum Stammkeeper. Am Saisonende gewann er mit den Broncos den President’s Cup. Sein letztes WHL-Spieljahr schloss er mit dem Gewinn der Del Wilson Trophy als bester Schlussmann der Liga ab.
Nachdem ihn die Toronto Maple Leafs aus der National Hockey League bereits im NHL Entry Draft 1982 in der dritten Runde an 45. Stelle ausgewählt worden war, verpflichteten diese Wregget zum Ende der Saison 1983/84 und ließen in noch in derselben Spielzeit in der NHL debütieren. In den beiden folgenden Spieljahren pendelte Wregget zwischen dem NHL-Kader Torontos und deren Farmteam, den St. Catharines Saints, aus der American Hockey League, obwohl den Maple Leafs zu dieser Zeit ein klarer Stammtorwart fehlte. Diesen vakanten Posten sicherte sich der Torwart zur Saison 1986/87 für die folgenden zweieinhalb Spieljahre. Da der sportliche Erfolg aber ausblieb, trennten sich die Wege des Teams und Spielers im März 1989. Im Austausch für zwei Erstrunden-Wahlrechte im NHL Entry Draft 1989 wechselte Wregget zu den Philadelphia Flyers, wo er mit Beginn der Spielzeit 1989/90 zum Stammspieler wurde. Dies änderte sich aber mit den folgenden beiden Jahren, in denen Wregget zunächst ein Trio mit Pete Peeters und Ron Hextall sowie anschließend mit Hextall und Dominic Roussel bildete.
Schließlich war es Wregget, der das Team gegen Ende der Saison 1991/92 in Richtung des Staatsrivalen und amtierenden Stanley-Cup-Siegers Pittsburgh Penguins verlassen musste. Gemeinsam mit Rick Tocchet und Kjell Samuelsson sowie einem Drittrunden-Wahlrecht im NHL Entry Draft 1993 verstärkte er die Penguins für die bevorstehenden Stanley-Cup-Playoffs 1992. Im Gegenzug wechselten Mark Recchi, Brian Benning und ein Erstrunden-Wahlrecht im NHL Entry Draft 1992 nach Philadelphia. Der Wechsel war, da Wregget als Ersatzmann von Tom Barrasso verpflichtet worden war, in dieser Hinsicht zwar ein Rückschritt, dennoch feierte er mit den Penguins den größten Erfolg seiner Karriere, da sich diese  den Titelgewinn des Vorjahres erfolgreich verteidigten. Wregget verblieb die folgenden sechs Spielzeiten in Pittsburgh und teilte sich in diesen Jahren die Einsätze zumeist mit Barrasso oder war dessen Back-up.
Vor seinem letzten Vertragsjahr in Pittsburgh trennte sich das Team vom mittlerweile 34-Jährigen. Mit Dave Roche wurde er an die Calgary Flames abgegeben, während sich Pittsburgh die Dienste von German Titow und Todd Hlushko sicherte. In der undurchsichtigen Torwartsituation in Calgary – die Flames setzten in der Saison 1998/99 nicht weniger als sechs verschiedene Torhüter ein – kam Wregget hinter Fred Brathwaite mit 27 Einsätzen auf die zweitmeisten. Gemessen an seinem Gegentorschnitt und seiner Fangquote war es statistisch gesehen jedoch das beste seiner Karriere, so dass das Vertragsangebot der Detroit Red Wings im Juli 1999 die logische Folge war. Bei den ambitionierten Red Wings fungierte der Torhüter in seinem letzten Jahr in der NHL als Ersatz des Stammkeepers Chris Osgood, ehe er sein letztes Profijahr in der International Hockey League verbrachte. Dort war er als Mentor und Ersatzmann des jungen Schweden Johan Hedberg für die Manitoba Moose aktiv, die in Kooperation mit seinem Ex-Team aus Pittsburgh standen. Nach der Spielzeit 2000/01 beendete Wregget im Alter von 37 Jahren seine Karriere.

### International
Für sein Heimatland stand Wregget erstmals bei der Junioren-Weltmeisterschaft 1984 in Schweden im Tor. Dabei wurde er von Ersatzmann Allan Bester unterstützt, bestritt aber letztlich fünf der sieben Turnierspiele. Die Kanadier schlossen das Weltmeisterschaftsturnier auf dem vierten Rang ab. Bei den Herren gehörte der Torwart bei der Weltmeisterschaft 1990 in der Schweiz zum kanadischen Aufgebot. Hinter Kirk McLean und Bob Essensa war Wregget aber lediglich dritter Keeper im Kader. Bei seinem einzigen Einsatz in der Vorrunde gegen Norwegen verbuchte er jedoch einen Shutout beim 8:0-Sieg. Das Turnier schloss Kanada als Vierter ab.

## Erfolge und Auszeichnungen
- 1983 President’s-Cup-Gewinn mit den Lethbridge Broncos
- 1984 WHL East First All-Star Team
- 1984 Del Wilson Trophy
- 1992 Stanley-Cup-Gewinn mit den Pittsburgh Penguins

## Karrierestatistik

### International
Vertrat Kanada bei:
- Junioren-Weltmeisterschaft 1984
- Weltmeisterschaft 1990

(Legende zur Torhüterstatistik: GP oder Sp = Spiele insgesamt; W oder S = Siege; L oder N = Niederlagen; T oder U oder OT = Unentschieden oder Overtime- bzw. Shootout-Niederlage; Min. = Minuten; SOG oder SaT = Schüsse aufs Tor; GA oder GT = Gegentore; SO = Shutouts; GAA oder GTS = Gegentorschnitt; Sv% oder SVS% = Fangquote; EN = Empty Net Goal; 1 Play-downs/Relegation; Kursiv: Statistik nicht vollständig)